# 井上円了
井上 円了（井上 圓了、いのうえ えんりょう、1858年3月18日（安政5年2月4日） -  1919年（大正8年）6月6日）は、日本の哲学者、教育者。
明治日本に哲学を広めた人物の一人。哲学館（現、東洋大学）や哲学堂公園を設立した。仏教哲学や妖怪学にも業績がある。

## 経歴
1858年（安政5年）、越後長岡藩領の三島郡浦村（現・新潟県長岡市浦）にある慈光寺に生まれる。幼名、岸丸。父は円悟、母はイク。
16歳で長岡洋学校に入学し、洋学を学んだ。1877年（明治10年）、東本願寺の教師学校に入学する。1878年（明治11年）東本願寺の国内留学生に選ばれ上京し、東京大学予備門に入学する。その後東京大学に入学し、文学部哲学科に進んだ。
1885年（明治18年）に同大学を卒業した後、文部省への出仕を断り、東本願寺にも戻らなかった。そして、著述活動を通じて国家主義の立場からの仏教改革、護国愛理の思想などを唱え、啓蒙活動を行った。
また、哲学普及を目指し、哲学館（本郷区龍岡町の麟祥院内。その後哲学館大学を経て現在は東洋大学として現存）を設立する。
哲学館事件によって活動方針を見直し、1905年（明治38年）に哲学館大学学長・京北中学校校長の職を辞し、学校の運営からは一歩遠ざかる。その後は豊多摩郡野方村にみずからが建設した哲学堂を、生涯を通じておこなわれた巡回講演活動の拠点とした。
1919年（大正8年）遊説先の満州・大連において、脳溢血のため 61歳で急死するまで、哲学や宗教についての正統的（Orthodox）な知識を伝えるために活動した。

## 主な業績

### 哲学館創設

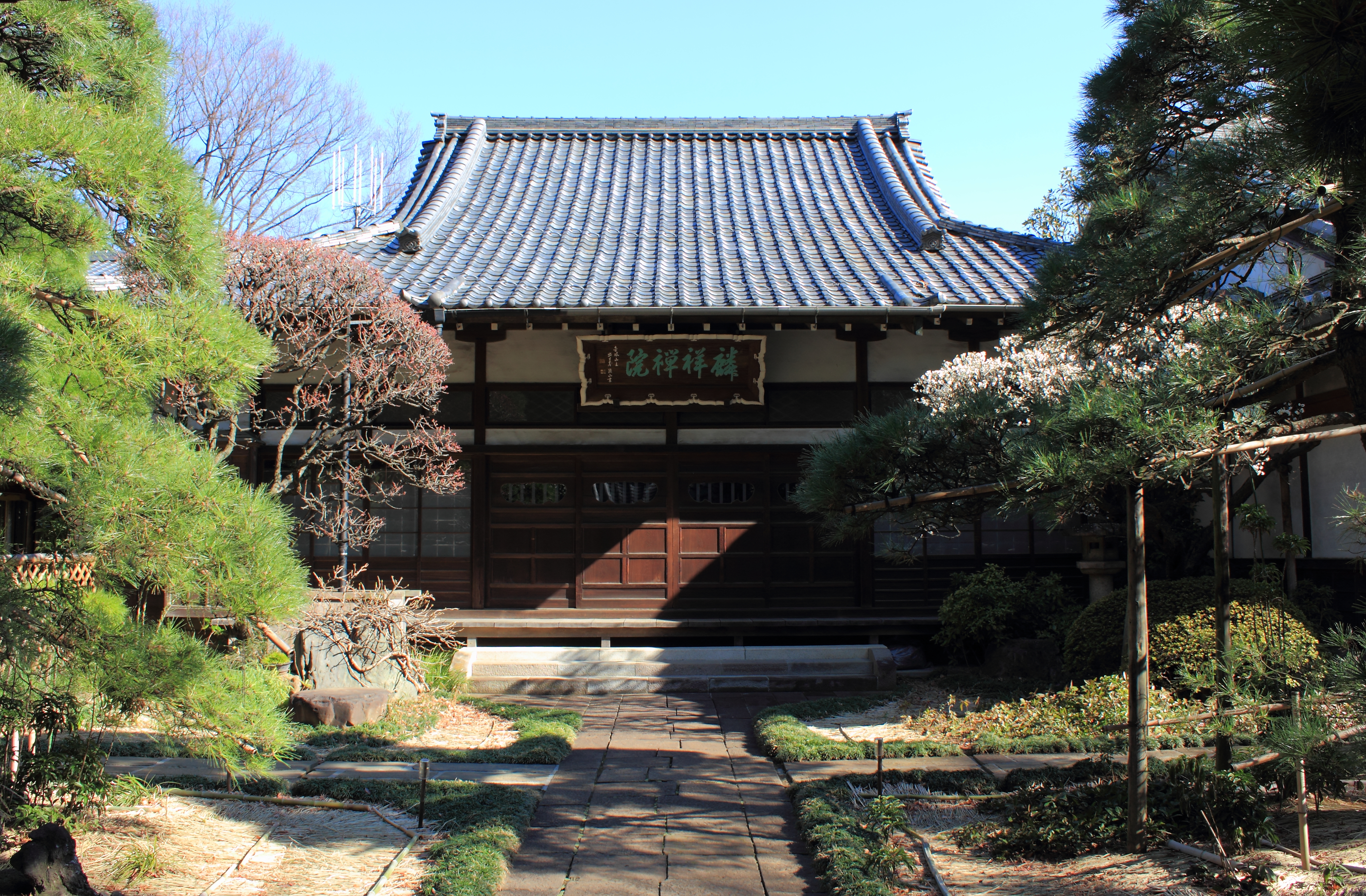
麟祥院（哲学館発祥の地）

1887年（明治20年）に麟祥院にて哲学館を創立し、これは哲学館大学を経て東洋大学となった。円了が生涯を通しておこなった全国巡回講演は、哲学館に専門科を設け高等教育機関とするための寄付を募る活動として始められたものでもあった。哲学館初代館主、哲学館大学初代学長を歴任。

### 京北中学校創設

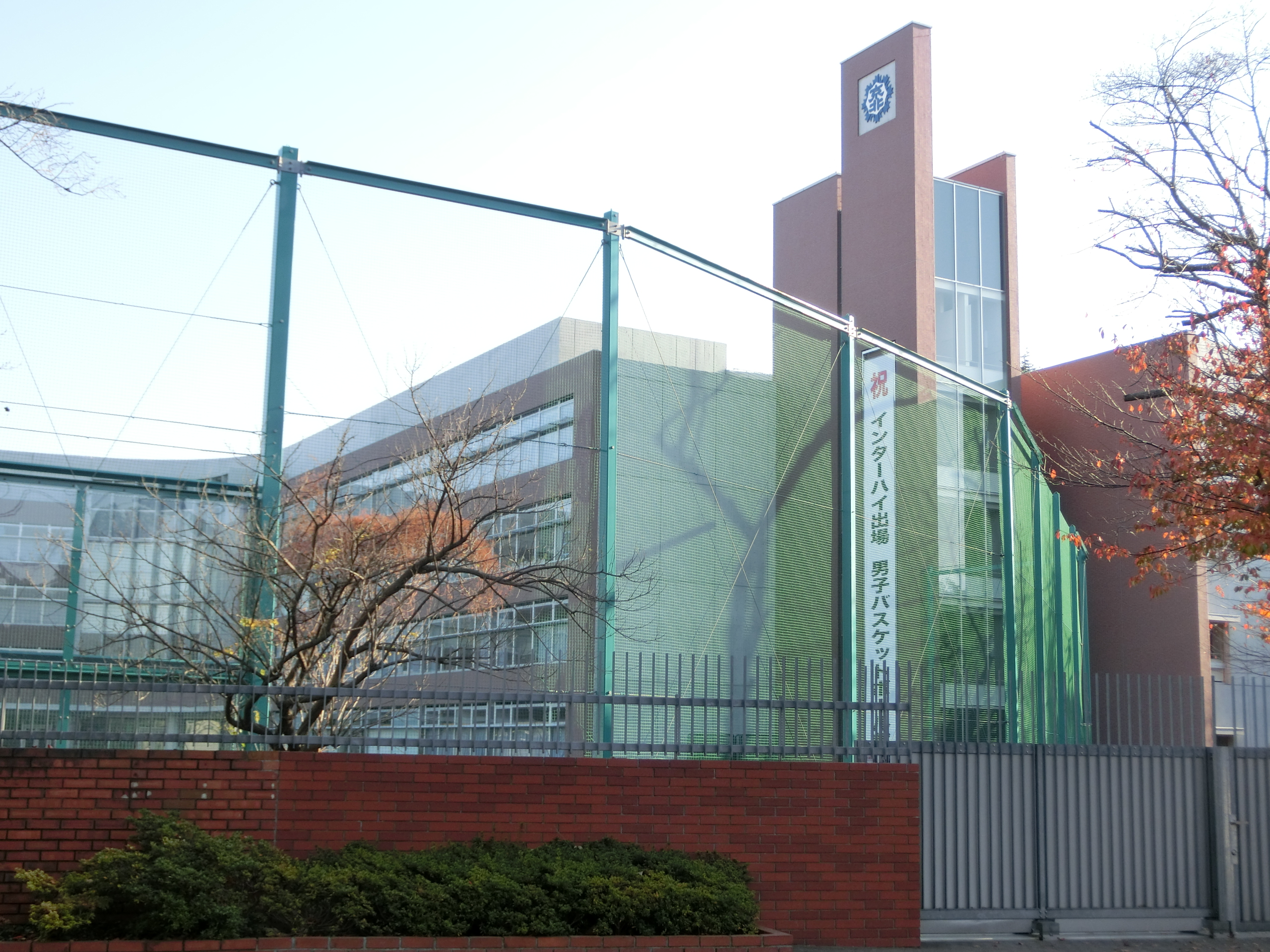
東洋大学京北中学・高等学校

中等教育機関としては、1899年（明治32年）に京北中学校を創立した。これは現在の東洋大学京北中学高等学校の前身である。

### 京北実業学校創設
1908年（明治41年）に京北実業学校を創立した。これは現在の京北学園白山高等学校の前身である。

### 京北幼稚園創設
1905年に京北幼稚園を創設した。井上円了は、人格形成の基礎作りとして幼稚園教育の必要性を重視し、自ら園長として教育にあたった。

### 哲学会創設
哲学研究の目的で1884年（明治17年）に発足した学会（この種の研究組織としては世界最古の伝統を持つものの一つ）。東京大学の哲学科のなかで生まれた組織で、発足から現在まで東大の哲学研究室が中心となって運営。ただし東京大学の機構に直接属する組織ではない。

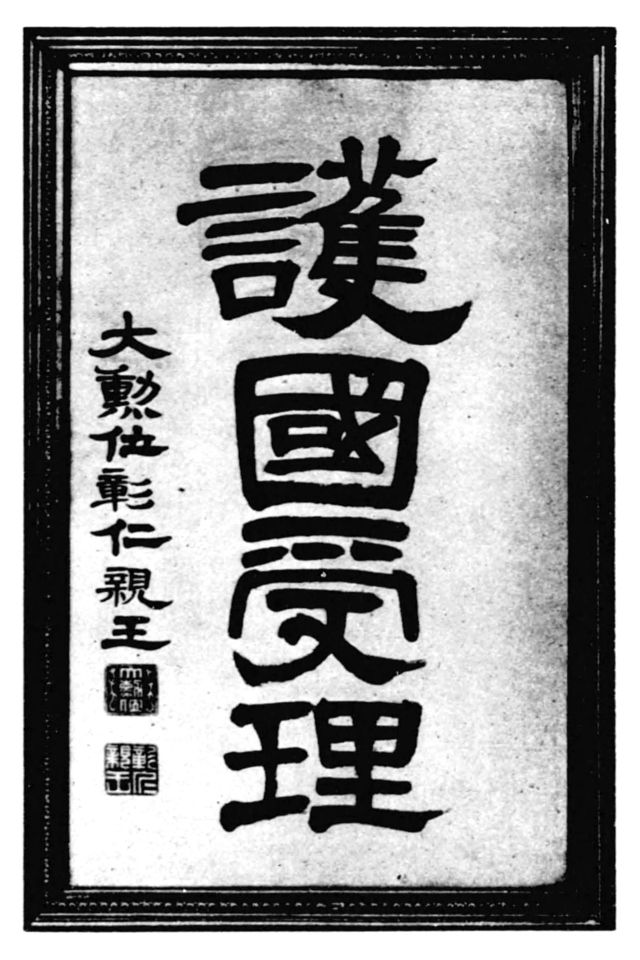
「護国愛理」（小松宮彰仁親王御下賜扁額）

### 仏教改良運動
『真理金針』『仏教活論序論』などの著作を通じてキリスト教を批判し、仏教を改良してこれを開明世界の宗教とすることを目指した。このとき円了が唱えた「護国愛理」（国を護り、真理を愛する）はのちに東洋大学の建学精神と見なされるようになった。
キリスト教や迷信を批判する一方で、仏教に対する批判には反駁を行い、護教的態度を取った。そのため井上の言説には、今日の科学的知見とは相いれない意見も見られる。

### 政教社創設
1888年（明治21年）、東京にできた政治評論団体。機関誌『日本人』、『亜細亜』、続いて『日本及日本人』を発行し、単行本も出版した。結成期の主張は、西欧化に盲進せず、西欧文化は消化した上で取り入れるべしとの、国粋主義だった。性格を変えながら、1945年（昭和20年）まで存続した。

### 哲学堂設立

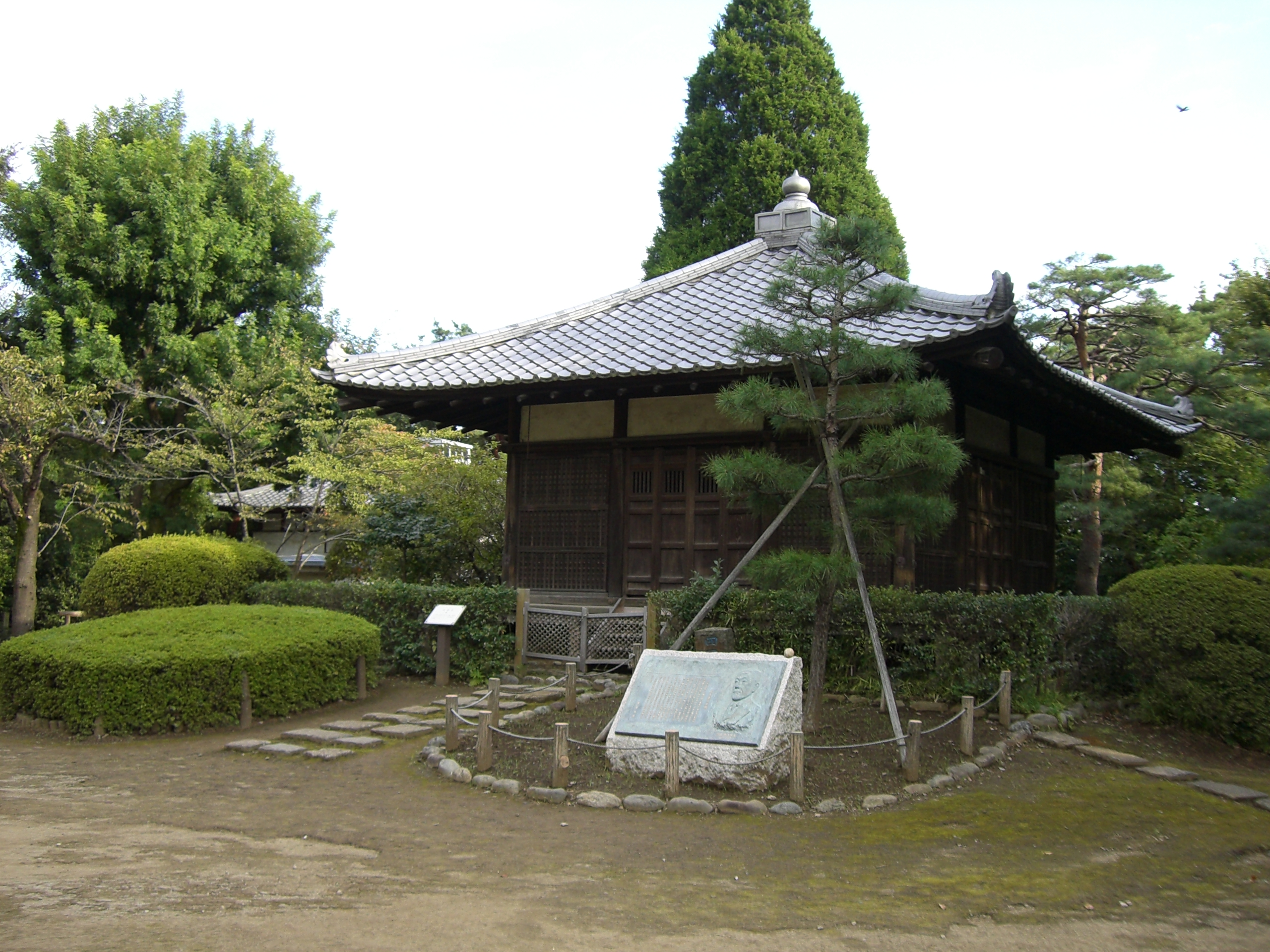
四聖堂（哲学堂）

東京都中野区にある「哲学堂公園」は、井上円了が、ソクラテス・カント・孔子・釈迦を祀った「四聖堂」を建設したのが、はじまりである。この四聖堂を当初哲学堂と称し、それがそのまま公園の名になった。
当初は当地に大学を造成する案もあったが、精神修養のための公園にすることになり、1909年-1912年の間に哲理門、六賢台、三学亭などの建築物が逐次整備された。当時の建築物は現在も公園内に現存しており、普段は外観しか見られないものの、毎年4月と10月に限り建築物の内部も一般に公開される。内部には、哲学者の像が祀られている。この他にも園内には到る所に哲学に由来するユニークな名前の坂や橋などが点在する。

### 長岡洋学校和同会創設

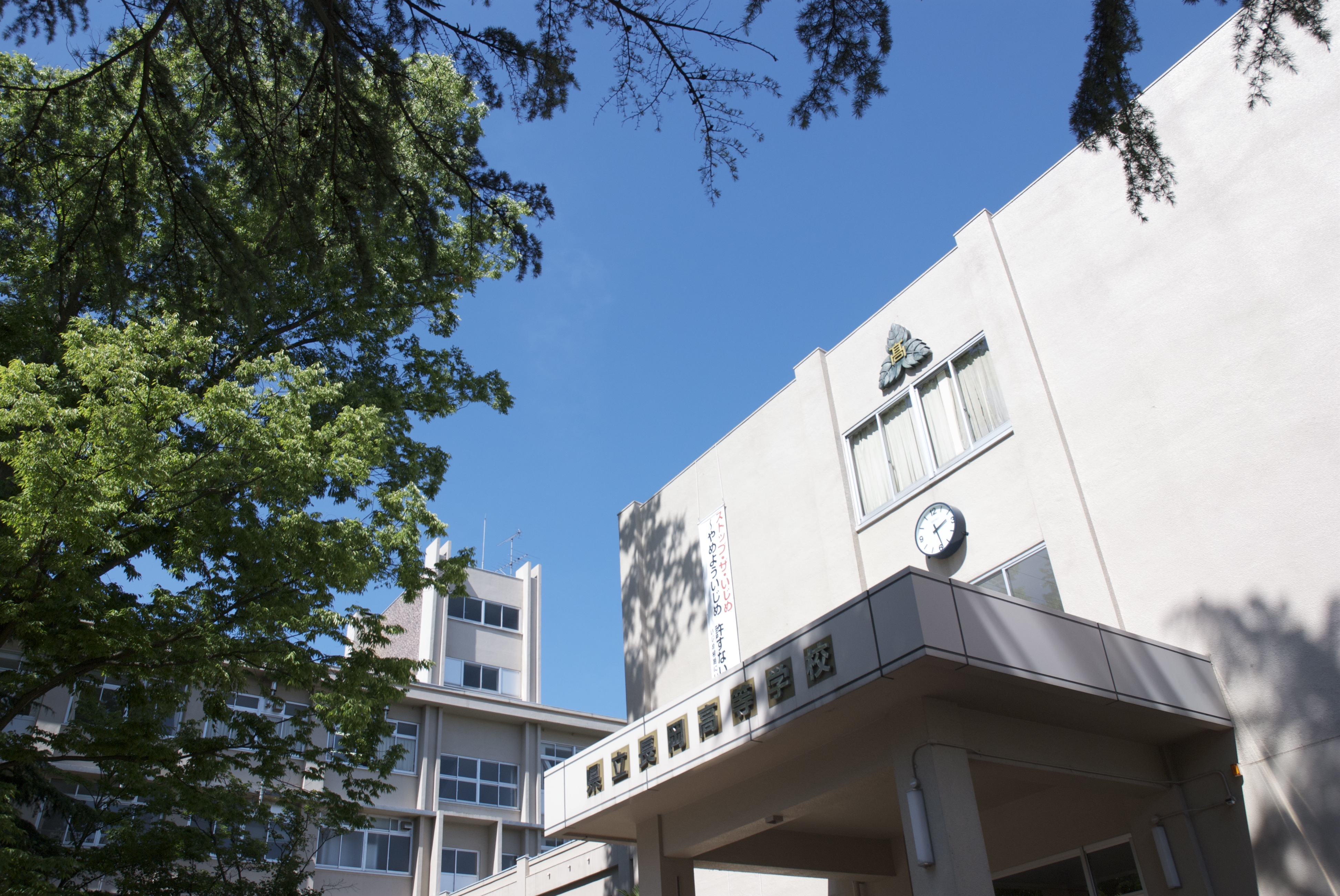
新潟県立長岡高等学校

1876年、長岡洋学校（現在の新潟県立長岡高等学校）和同会を創設。寄宿寮舎生の演説会から、後に生徒会へと発展。

### 妖怪の批判的研究
哲学者として著名な円了であるが、いわゆる妖怪研究を批判的（critical）に行った人物としても知られる。
円了は『妖怪学』『妖怪学講義』などでそれぞれの妖怪についての考察を深め、当時の科学では解明できない妖怪を「真怪」、自然現象によって実際に発生する妖怪を「仮怪」、誤認や恐怖感など心理的要因によって生まれてくる妖怪を「誤怪」、人が人為的に引き起こした妖怪を「偽怪」と分類し、例えば仮怪を研究することは自然科学を解明することであると考え、妖怪研究は人類の科学の発展に寄与するものという考えに至った。いわゆる「こっくりさん」が、テーブル・ターニング（Table-turning）が由来であると究明し記したと共に、仕組みを科学的に説明した。
小松和彦は、当時の人々が妖怪の合理的説明を求めていたとする。こうした研究から、円了は「お化け博士」「妖怪博士」などと呼ばれた。彼の後の体系的な妖怪研究は、江馬務、柳田國男の登場を待つこととなる。円了のいう「妖怪」とは本来の意味であった不可思議な超自然的現象を広く含むものであったが、小松和彦によれば、彼の研究の副産物として、江戸時代の「化け物」に替わる言葉として現代人が使う意味での「妖怪」という言葉が最新語彙として広まっていったとする。
円了によれば、妖怪は (1) 実怪と (2) 虚怪に、 (1) 実怪はさらに (A) 真怪と (B) 仮怪に、 (2) 虚怪はさらに (C) 偽怪と (D) 誤怪にそれぞれ分けられるという。すなわち、 (A) 真怪は超理的妖怪であり、宇宙の万物で妖怪でないものは無く、水も小石も火も水も妖怪である。 (B) 仮怪は自然的妖怪であり、（ア）物理的妖怪（人魂や狐火など）と（イ）心理的妖怪（幽霊や憑霊など）とがある。 (C) 偽怪は人為的妖怪であり、利欲その他のために人間が作り上げた妖怪である。 (D) 誤怪は偶然的妖怪であり、たとえば暗夜に見る石地蔵（鬼）、枯尾花（幽霊）を妖怪と見るものである。世間でいう妖怪の5割は (C) 偽怪、3割が (D) 誤怪、2割が (B) 仮怪である。この3種は科学的説明ができ、 (A) 真怪の研究によって宇宙絶対の秘密が悟得できる、という。

### 社会教育と生涯教育の提唱
哲学による文明開化を志向していた円了は、様々な理由で大学教育を受けられない「余資なく、優暇なき者」でも学べる場を作るべきであるという考え方から1888年（明治21年）には「館外員制度」を設け、「哲学館講義録」を発行していた。これは日本における大学通信教育の先駆けである。また、哲学館事件を経て、円了は西洋のように学校教育が終了した後も自由に学問を学ぶことが重要であるとの考え方から日本全国を行脚し、各地で哲学と妖怪学の講演会を行うようになった。これは生涯教育の提唱であり、波多野完治の提唱よりも早い段階での実践であった。円了の提唱した生涯教育は「哲学館講義録」と連携して、日本各地のみならず中国大陸などにも「館外員」を増やすこととなった。

## 著書

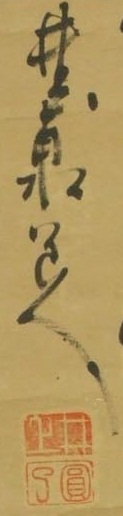
井上円了の署名

井上円了の著書は単行本だけで160冊に及び、そのうちの主要著書は『井上円了選集』（学校法人東洋大学、全25巻）に収録されている。
- 第1巻 - 『哲学一夕話』（第1・2・3編）、『哲学要領』（前・後編） 、『純正哲学講義』（哲学総論） 、『哲学一朝話』、『哲学新案』
- 第2巻 - 『哲学早わかり』、『哲界一瞥』、『哲窓茶話』、『奮闘哲学』
- 第3巻 - 『真理金針』（初・続・続々編）、『仏教活論序論』
- 第4巻 - 『仏教活論本論』 第1編 破邪活論、『仏教活論本論』 第2編 顕正活論、『活仏教』
- 第5巻 - 『仏教通観』、『仏教大意』、『大乗哲学』
- 第6巻 - 『日本仏教』、『真宗哲学序論』、『禅宗哲学序論』、『日宗哲学序論』
- 第7巻 - 『純正哲学講義』、『仏教哲学』、『印度哲学綱要』、『仏教理科』、『破唯物論』
- 第8巻 - 『宗教新論』、『日本政教論』、『比較宗教学』、『宗教学講義 宗教制度』、『宗教哲学』
- 第9巻 - 『心理摘要』、『通信教授 心理学』、『東洋心理学』
- 第10巻 - 『仏教心理学』、『心理療法』、『活用自在 新記憶術』
- 第11巻 - 『倫理通論』、『倫理摘要』、『日本倫理学案』、『忠孝活論』、『勅語玄義』、『教育総論』、『教育宗教関係論』
- 第12巻 - 「館主巡回日記」（『哲学館講義録』等） 、『南船北馬集』（第1・2・3編）
- 第13巻 - 『南船北馬集』（第4・5・6・7・8編）
- 第14巻 - 『南船北馬集』（第9・10・11・12編）
- 第15巻 - 『南船北馬集』（第13・14・15・16編）
- 第16巻 - 『妖怪学講義』（第1・2分冊）
- 第17巻 - 『妖怪学講義』（第3・4分冊）
- 第18巻 - 『妖怪学講義』（第5・6分冊）
- 第19巻 - 『妖怪玄談』、『妖怪百談』、『続妖怪百談』、『霊魂不滅論』、『哲学うらない』、『改良新案の夢』、『天狗論』、『迷信解』
- 第20巻 - 『おばけの正体』、『迷信と宗教』、『真怪』
- 第21巻 - 『外道哲学』、『妖怪学』、『妖怪学講義録』、『妖怪学雑誌』、『妖怪学関係論文等』
- 第22巻 - 『外道哲学』
- 第23巻 - 『欧米各国政教日記』（上編）、『欧米各国政教日記』（下編） 、『西航日録』、『南半球五万哩』
- 第24巻 - 『星界想遊記』、『円了随筆』、『円了茶話』、『円了漫録』、『日本周遊奇談』
- 第25巻 - 『甫水論集』、『円了講話集』、初期論文
- 『妖怪学とは何か 井上円了精選』菊地章太編、講談社学術文庫、2023年6月

## 頌徳碑

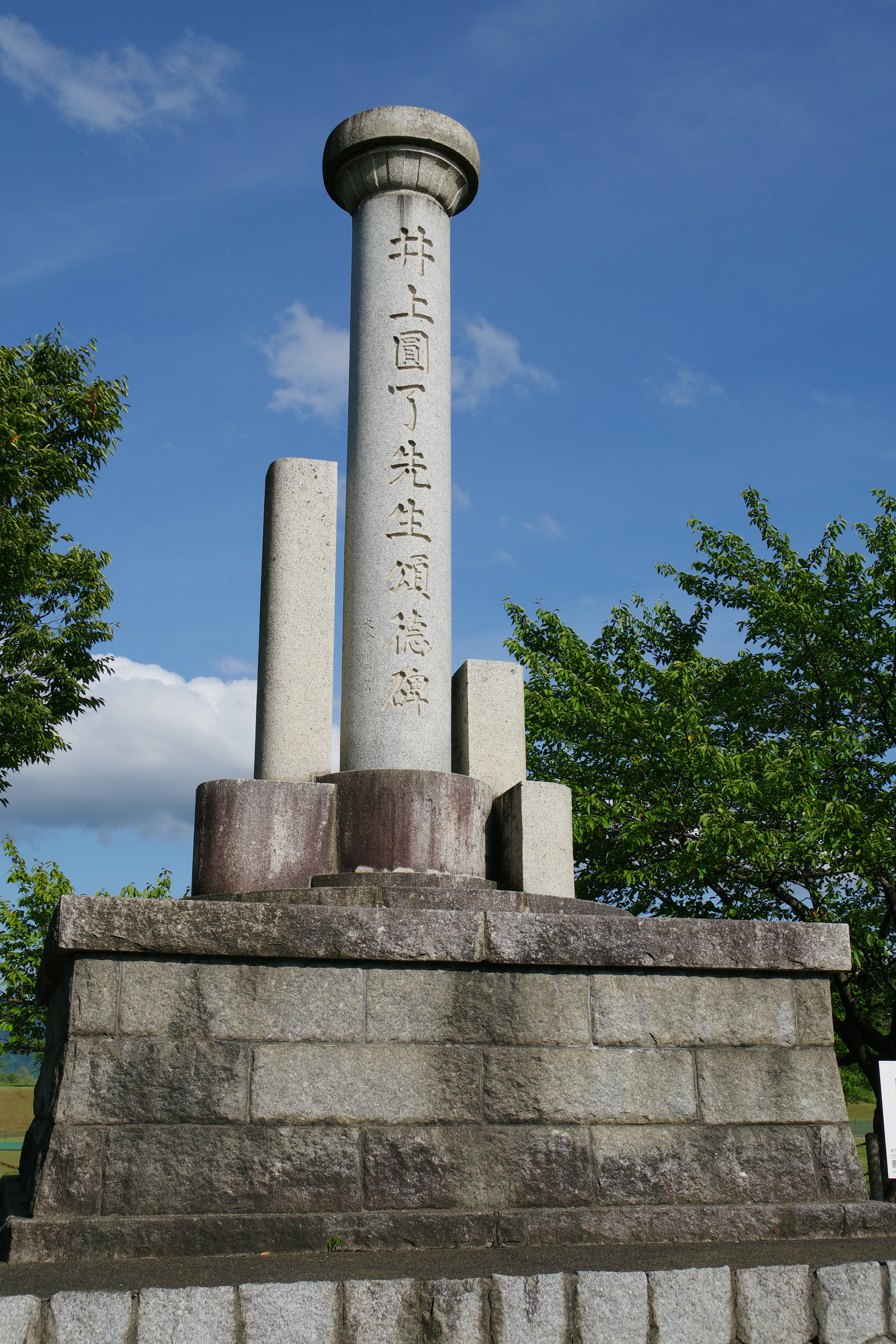
井上円了先生頌徳碑

昭和32年、東洋大学により越路町(当時)内に井上円了先生頌徳碑が建立された。昭和62年5月23日、越路町河川公園完成に伴い、東洋大学及び越路町により現在地に移転された。